# 非加重結合法
非加重結合法（Unweighted Pair Group Method with Arithmetic mean、UPGMAと略す）は系統樹を作製するためのボトムアップ式のクラスタ解析法である。入力データは対象の各ペア間の距離であり、有根系統樹が作製される。進化速度が一定（分子時計仮説）と仮定して有根系統樹を作成する際に用いられる。

## 原理
非加重結合法は距離行列を用いた系統推定法である距離行列法の一つであり、総枝長が最短となる樹形が最適樹であると考える最小進化原理に基づいている。非加重結合法では、まず各対象がそれぞれ1つのクラスタを作っているとする。その後、段階的に最も近い（距離行列の要素が最小となる）クラスタを結合して上位のクラスタとする。2つのクラスタAとBについて、AとBそれぞれの要素すべての間の距離の平均をとって、これをAとBの間の進化距離とする。次にAとBを一纏めにして(AB)と表記し、距離行列を再作成して、最小となる要素を探索する。こうして距離行列の計算、近縁なクラスタの割り当てと統合、そして距離行列の再計算というサイクルを繰り返し行っていく。全ての系統関係と枝長が決定されると推定終了となる。
解析に含まれる生物間で進化速度に差がほとんど存在しない場合、非加重結合法はほぼ正確な系統樹を構築できる。また、全ての系統樹において総枝長を計算する必要がない（同じ距離行列法である最小二乗法や最小進化法とは異なる）ため、計算効率が非常に良い点も長所である。ただし、自然界において生物間で進化速度が不変であることは稀であり、同じく距離行列を用いるが進化速度一定を仮定しない近隣結合法に比べると誤った系統樹を導きやすい。このため、進化速度に関係なく効果を発揮できる近隣結合法の方が一般に利用されている。
なお、近隣結合法は非加重結合法のアルゴリズムに改変を加えたものであった。また、形質状態法（最尤法や最大節約法など）では系統樹探索の際に出発点となる初期系統樹（Initial Tree）が必要となるが、その初期系統樹に非加重結合法で求められた系統樹が使用されることもある。